# Otopheidomenis
Otopheidomenis es un género de ácaros perteneciente a la familia Otopheidomenidae.

## Especies
Otopheidomenis Treat, 1955
- Otopheidomenis ascalaphae Syed & Goff, 1983
- Otopheidomenis treati (Prasad, 1968)
- Otopheidomenis zalelestes Treat, 1955